# Rivestimento murale
Il rivestimento murale nell'edilizia è lo strato più esterno applicato ad una struttura verticale di un edificio per conferirgli un'adeguata resistenza alle sollecitazioni meccaniche e alle aggressioni degli agenti chimici e atmosferici, oltre che una finitura a livello estetico.

## Rivestimenti esterni
I rivestimenti esterni hanno la funzione di conferire alle pareti perimetrali un adeguato comportamento rispetto alle sollecitazioni meccaniche e alle aggressioni portate dall'ambiente esterno e dai fenomeni meteorologici (intemperie).
I rivestimenti esterni possono essere divisi in:
1. rivestimenti di intonaco
2. rivestimenti di lastre di materiale lapideo
3. rivestimenti metallici e di lastre di fibro-cemento
4. rivestimenti di legno
5. rivestimenti di piastrelle e lastrame
6. lamiere per rivestimenti esterni.

### Rivestimenti di intonaci
Questi rivestimenti possono essere effettuati da vari tipi di intonaci che si possono distinguere tra:
- intonaci: costituiti da rinzaffo e strato di finitura.
- malta comune per intonaco rustico
- malta comune per intonaco civile
- malta cementizia per intonaci
- malta fine per intonaci
- malta per stucchi
- intonaci pietrificanti: realizzati con differenti tipi di finitura.
- rivestimenti plastici: applicati in modo da ottenere diverse conformazioni superficiali (liscia, bucciata, spruzzata, gocciata, graffiata).

### Rivestimenti in lastre di materiale lapideo
La pietra naturale è considerata un materiale pregiato con cui caratterizzare le facciate esterne degli edifici, anche perché è quella che meglio resiste alle sollecitazioni prodotte dagli agenti atmosferici. La realizzazione di questi rivestimenti richiede un'attenta progettazione che definisca correttamente i materiali da impiegare, le dimensioni, le finiture superficiali e i tipi di giunzione delle lastre.
Le lavorazioni che conferiscono particolari caratteristiche ai materiali esterni sono: levigatura, lucidatura, bocciardatura, sabbiatura, fiammatura.

### Tipologie dei prodotti
Lastreottenute per segagione o a spacco, sono la tipologia più utilizzata nei rivestimenti esterni. Col primo metodo si usa per ottenere elementi perfettamente regolari e modulari, col secondo metodo si ottengono invece elementi di forma variabile.
L'accostamento tre le lastre può avvenire in ulteriori 2 modi:
- a giunto chiuso: le lastre vengono messe in contatto tra loro, con l'interposizione di una sottile striscia di piombo.
- a giunto aperto: quando le lastre vengono messe in opera viene lasciato uno spazio di 5/6 mm su tutti i lati.
- Listelli
- Piastrelle
- Pannelli

### Messa in opera
Le tecniche più comuni di posa in opera sono:
1. imbottitura. Consiste nell'interporre tra la lastra e la parete una malta di adeguata consistenza e nel fissare i bordi della lastra con zanche di acciaio murate. Questa tecnica però con il tempo può portare alcuni inconvenienti: infatti, l'aderenza tra il rivestimento e la parete dell'edificio può diminuire.

1. incollaggio. Consiste nel fissare le lastre alle pareti di supporto facendo usa di malte a base di leganti plastici (resistenti, impermeabili ed elastici).

1. con camera d'aria. Il rivestimento viene, per mezzo di ancoraggi, lasciato staccato dalla parete. In questo modo la lastra è autoportante e riesce ed assorbire gli effetti delle escursioni termiche. L'intercapedine formatasi, inoltre, ha la funzione di asportare per evaporazione l'umidità assorbita dal rivestimento, eliminando la principale causa di degrado.

### Tecniche di ancoraggio
In base alle dimensioni delle lastre a ai tipi di giunto si sceglie tra due tecniche di giunzioni:
1. posizionare gli ancoraggi portanti sul bordo orizzontale inferiore, mentre quelli di ritegno su quello superiore.
2. posizionare ancoraggi con doppio ruolo, portante e di ritegno, su bordi verticali della lastra.

I dispositivi di ancoraggio devono essere sicuri e affidabili nel tempo. Essi si raggruppano in:
- dispositivi di fissaggio alla struttura portante, formati da tasselli a espansione in acciaio inossidabile o tasselli chimici (rapido fissaggio su pareti in cls e murature di laterizio); zanche e profili sagomati (hanno sulla superficie delle sedi incavate nelle quali si possono inserire speciali bulloni con testa a martello.
- dispositivi per il collegamento tra ancoraggio base e lastre, formati da staffe che permettono nel corso del tempo la regolazione della verticalità e degli allineamenti delle lastre.
- dispositivi per la formazione di un reticolo di profilati, formati da profilati metallici fissati agli elementi strutturali dell'edificio fornendo l'aggancio alle lastre.

### Sistema Per-Cast in calcestruzzo armato
Le lastre hanno uno spessore ridotto a 2.5 cm, sono supportate da un pannello di calcestruzzo armato al quale aderiscono uniformemente. Per migliorare l'ancoraggio, nelle lastre si praticano dei fori nei quali si inseriscono apposite staffe, collegate con l'armatura metallica del pannello.
Vantaggi: riduzione del tempo di costruzione e vantaggi economici. Difetti: il pannello risulta pesante.

### Rivestimenti metallici e rivestimenti di fibrocemento
Le lamiere grecate sono impiegate, oltre che per realizzare tamponamenti di fabbricati, per il rivestimento di pareti costruite di vari materiali (blocchi di laterizio, di calcestruzzo). Per applicazioni per cui sono richieste particolari caratteristiche di finitura sono spesso usati pannelli di lamiera metallica montati su una struttura di profilati.
Anche le lastre di fibrocemento ondulate consentono di realizzare rivestimenti esterni di pareti perimetrali. Il rivestimento ha il pregio di migliorare le caratteristiche di resistenza agli agenti atmosferici e quindi di tenuta dell'acqua. La posa può avvenire mediante tasselli oppure mediante interposizione di una intelaiatura sulla quale vengono fissati gli elementi del rivestimento.

### Facciate ventilate
La facciata ventilata è un particolare tipo di parete perimetrale sulla cui superficie esterna sono applicati uno strato termoisolante di spessore opportuno, un'intercapedine d'aria soggetta a circolazione naturale per effetto del moto convettivo prodotto dalla presenza di aperture disposte alla base e alla sommità della facciata e uno strato di rivestimento esterno.
La facciata ventilata è caratterizzata essenzialmente dalla posizione dello strato di rivestimento, che non aderisce alla parete di tamponamento ma ne risulta distanziato per formare l'intercapedine.
Essa offrono svariati vantaggi quali:
- lo strato termoisolante è protetto dall'umidità proveniente dall'esterno,
- il movimento dell'aria nell'intercapedine contribuisce ad asciugare eventuali infiltrazioni d'acqua e ad allontanare il calore accumulato per irraggiamento solare nello strato di rivestimento, migliorando anche la coibenza della parete durante il periodo invernale.

L'applicazione della facciate ventilate richiede una progettazione che consideri attentamente gli scambi termici e la costruzione di particolari costruttivi atti a garantire il corretto funzionamento.

### Rivestimenti esterni di piastrelle e lastrame
Nella realizzazione dei rivestimenti esterni sono spesso impiegati elementi di piccole dimensioni come piastrelle, elementi ceramici, di gres estruso e di laterizio.
Oggi le dimensioni delle lastre da parte delle industrie ceramiche sono aumentate per limitare l'uso dei sostegni e rendere la facciata ventilata più accessibile in termini di prezzo.
I formati delle lastre da rivestimento solitamente utilizzate possono essere nei formati di 60x60 cm fino a 60x120 cm. La lastra per le facciate ventilate deve essere lavorata per avere le giuste caratteristiche di ancoraggio sia a livello prestazionale che di sicurezza.
Sovente o dove ci sono le leggi che regolamentano l'implementazione delle facciate ventilate può essere richiesta una rete di sicurezza incollata dietro la lastra.
Approfondimenti sul sito di un produttore di materiali ceramici per pareti ventilate
Eiffelgres, porcellanato per facciate ventilate Archiviato il 14 maggio 2007 in Internet Archive.

### Posa dei rivestimenti ceramici
La posa dei rivestimenti ceramici può avvenire a giunto unito o a giunto aperto adoperando la malta o il collante.
La posa con malta viene eseguita prima bagnando uniformemente la parete di supporto e dopo stendendo uno strato di malta di circa 1 cm. Trascorso il tempo necessario per la presa vengono messi sulla parete gli elementi di rivestimento con un altro strato di malta facendo attenzione alla rettilineità dei giunti. Nel caso di posa a giunto aperto, devono essere impiegati elementi distanziatori oppure listelli per mantenere rettilinee le fughe.
La posa con il collante si differenzia per il fatto di essere eseguita con spatola dentata e l'adesivo viene scelto in base alla caratteristiche del materiale di rivestimento.
In entrambi i casi, la posa si conclude con la stuccatura dei giunti e la pulizia della superficie del rivestimento.

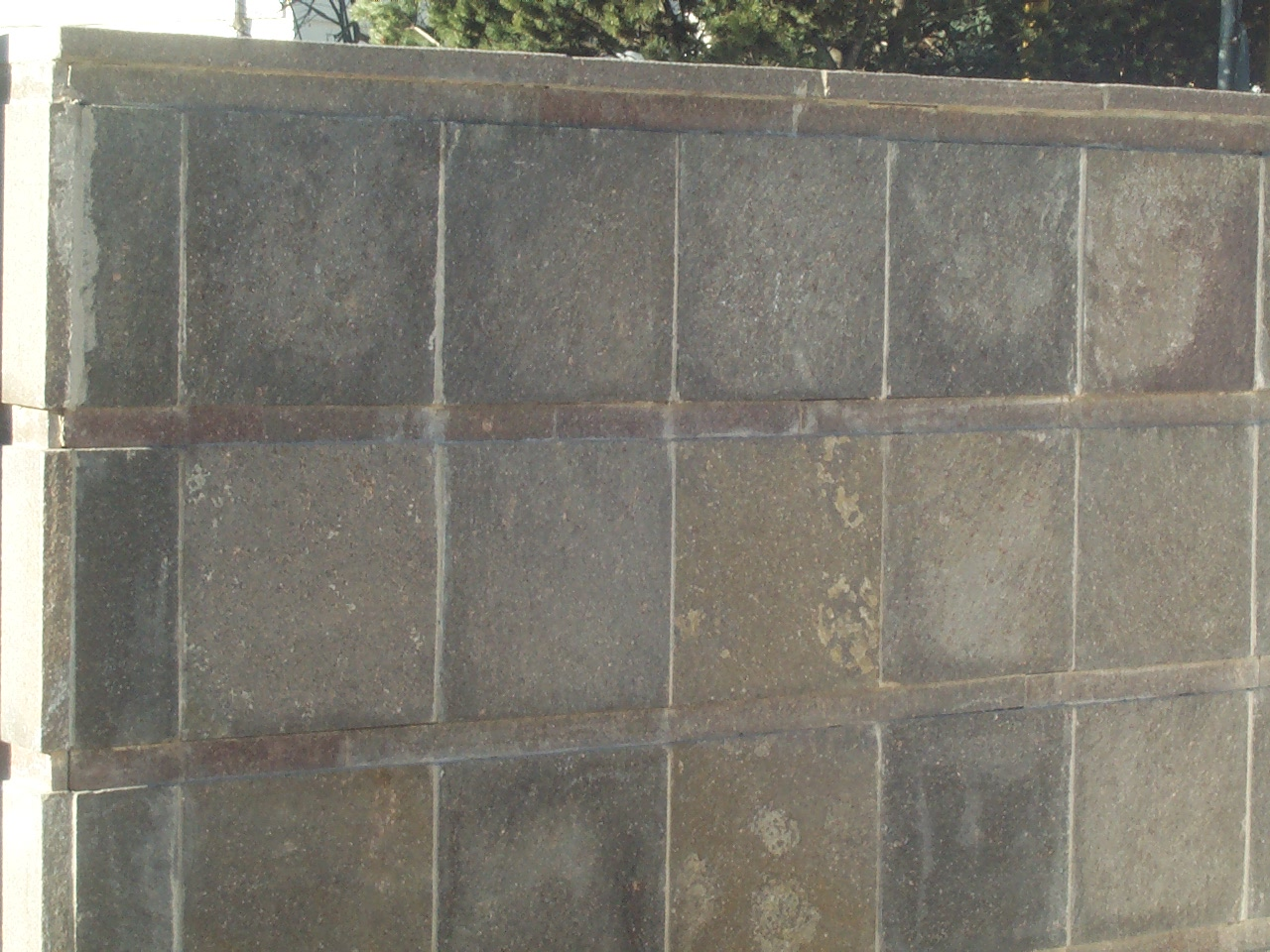
Esempio di rivestimento esterno con piastrelle in pietra

### Posa dei rivestimenti di lastrame lapideo
La posa dei manufatti lapidei, date le loro caratteristiche, avviene con malta. I tipi di posa sono quello a lastre a correre, quello a opus incertum e infine il metodo a spacco.

### Prestazioni dei rivestimenti esterni
- resistenza alle aggressioni chimiche e all'acqua
- resistenza ai carichi
- resistenza al vento: deve essere valutata soltanto per i rivestimenti che formano una intercapedine d'aria rispetto alla parete di supporto. In questo caso, devono essere eseguite verifiche delle sollecitazioni impresse sia sugli elementi del rivestimento sia sui sistemi di ancoraggio
- tenuta all'acqua
- trasmittanza termica: l'isolamento termico viene garantito al livello desiderato soltanto dai rivestimenti esterni a cappotto e dalle facciate ventilate.

## Rivestimenti interni
La funzione dei rivestimenti interni è quella di conferire alle superfici delle pareti un grado di finitura e di decorazione, facilitando anche le operazioni di pulizia garantendo, in particolari ambienti, l'asetticità e la disinfettabilità.
I rivestimenti interni sono soggetti a sollecitazioni meccaniche molto ridotte mentre possono essere attaccati da aggressioni chimiche derivanti dall'utilizzo di sostanze e detersivi.
Esistono varie tipologie di rivestimenti interni:
1. rivestimenti di intonaci;
2. rivestimenti di materiali lapidei;
3. rivestimenti ceramici;
4. rivestimenti di legno.

### Rivestimenti interni di intonaci
Gli intonaci rappresentano il rivestimento più utilizzato su pareti di laterizio o di calcestruzzo; vengono realizzati con malte di diversa composizione e possono assumere varie finiture, tra cui:
- finitura a scagliola
- finitura liscia a fratazzo (o civile)
- finitura spazzolata dritta, ondulata o a incrocio.

L'intonaco a secco è un particolare tipo di rivestimento interno realizzato attraverso lastre di cartongesso (spessore 1 cm) fissate alla parete grezza con tamponi di malta.
Gli intonaci interni possono subire ulteriori finiture particolari:
- tinteggiatura con tempere semilavabili, idropitture lavabili
- rivestimenti di materiali plastici
- rivestimenti con carte da parati
- rivestimenti con tappezzerie e stoffe da pareti
- rivestimenti con tappezzerie speciali.

Esistono poi particolari tipi di intonaci dotati di raffinate finiture superficiali; tra questi gli intonaci al pesto di mattone, gli stucchi matti e gli stucchi lucidi sono di notevole interesse perché simulano l'aspetto di altri materiali.

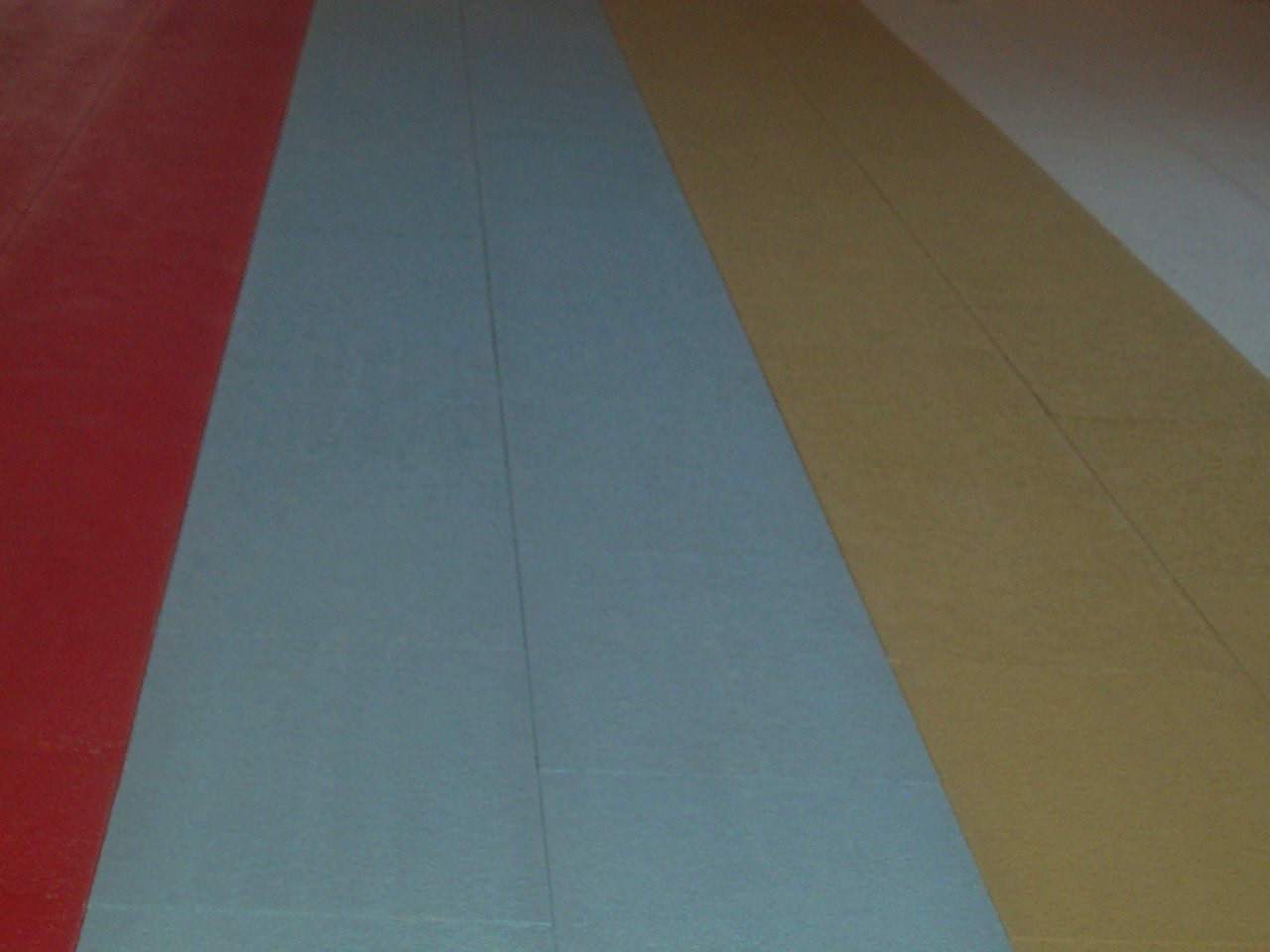
Esempio di rivestimento interno in cartongesso

### Rivestimenti interni di materiali lapidei
I materiali lapidei si prestano molto alla realizzazione dei rivestimenti interni in quanto permettono di ottenere finiture diverse, da quelle a superficie lucidata a quelle a superficie lavorata ad urto a quelle sia lisce che ruvide. La posa viene eseguita a giunto chiuso. I rivestimenti lapidei sono realizzati mediante lastre, marmette, pannelli laminati e lastre rinforzate.

### Rivestimenti di lastre e marmette
Per realizzare prestigiosi rivestimenti interni si utilizzano lastre di notevoli dimensioni; questa tecnica consente di avere un'ampia scelta di rocce in modo da ottenere motivi e disegni decorativi evidenziando la tessitura del materiale o l'andamento delle venature.

Sono posate in opera mediante l'impiego di malta o con staffe di ancoraggio di acciaio. Si è ormai largamente diffuso l'utilizzo delle marmette pre-lucidate, manufatti standardizzati che ampliano la possibilità di impiego dei materiali lapidei nei rivestimenti interni; vengono posate in opera semplicemente incollandole con adesivi.

### Pannelli laminati
I pannelli laminati sono elementi di grandi dimensioni, formati da uno strato di base in materiale lapideo al quale vengono fatti aderire altri elementi lapidei di vario colore, creando così una superficie con disegni e motivi decorativi complessi. In genere questi vengono pre-assemblati in laboratorio, hanno un costo ridotto e vengono disposti a giunti chiusi.

### Lastre rinforzate
Le lastre rinforzate sono elementi costituiti da un sottile strato di materiale lapideo fatto aderire ad un'armatura che conferisce resistenza e rigidezza. A seconda del tipo di armatura si possono distinguere due tipi di lastre: le lastre rinforzate con strato di vetroresina: sono elementi di spessore ridotto (1/3 di quello delle lastre normali) messe in opera mediante incollaggio, lastre rinforzate da un sandwich, composto da vetroresina e da un foglio do lamiera zincata, con interposizione di materiale di riempimento. Da ciò si ottengono elementi con spessore maggiore, impiegati sia per il rivestimento che per realizzare pareti interne. Si tratta di tecniche sofisticate sia per il taglio del materiale lapideo, sia per la formazione dell'armatura di rinforzo.

### Rivestimenti di ceramica

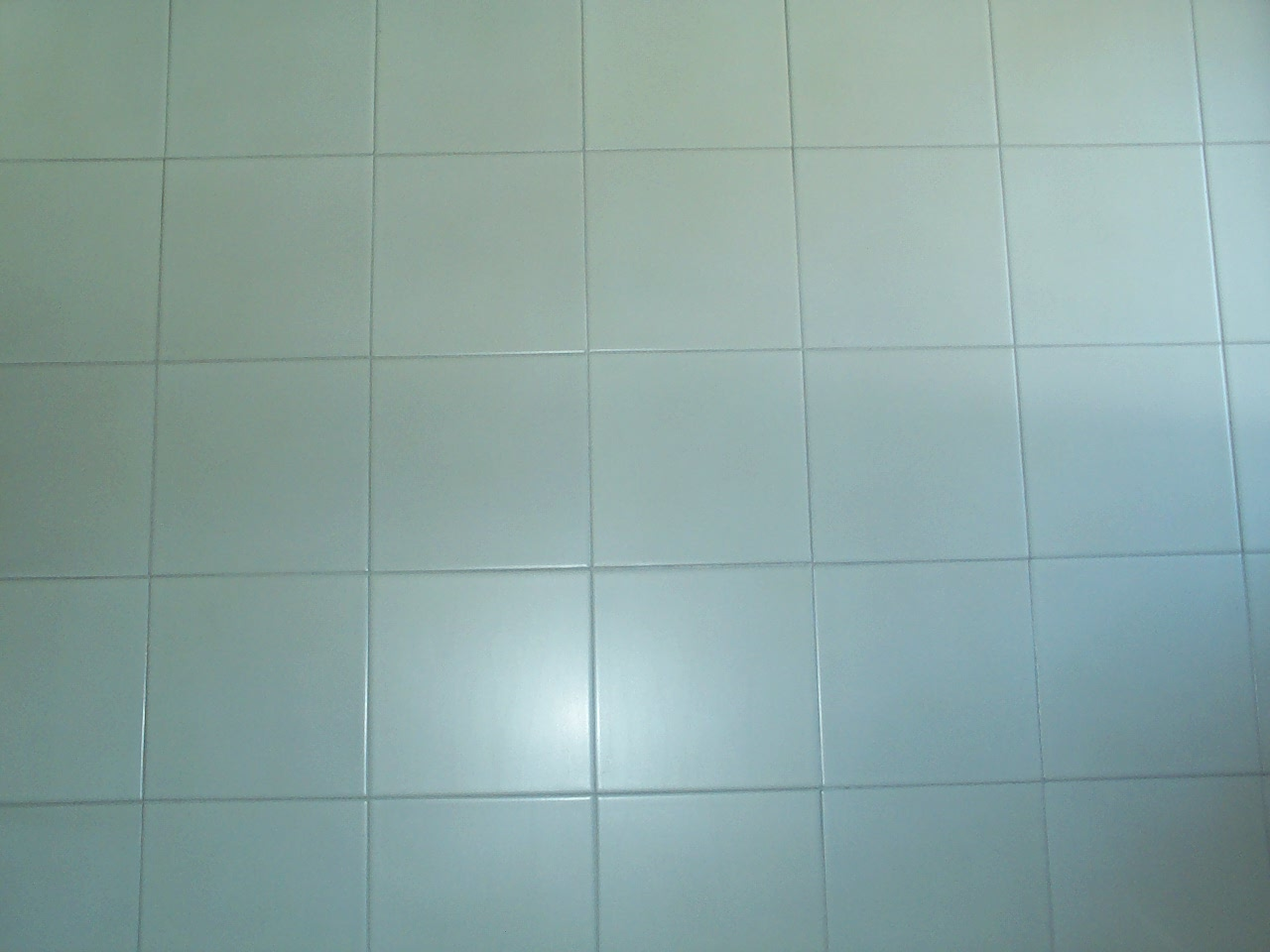
Esempio di rivestimento in ceramica

Le piastrelle di ceramica sono molto utilizzate nei rivestimenti interni in particolare nelle cucine e nei servizi igienici in quanto possiedono eccezionali doti di resistenza, facilità di pulizia, economicità e sono presenti con un'ampia gamma di forme, dimensioni e caratteristiche estetiche.
Esistono poi particolari elementi a sguscio in grado di raccordare le pareti con il pavimento per una maggiore pulizia, utilizzati principalmente nell'ambito industriale/commerciale e ancora poco diffusi nell'ambito dell'edilizia residenziale.

### Rivestimenti di legno
I rivestimenti interni di legno si possono realizzare con profilati a incastro di varie forme, detti perline o con pannelli di derivati del legno di dimensioni più o meno grandi. Sono molto utilizzati per la creazione di ambienti rustici in quanto vengono esaltate le venature ed il colore; inoltre riducono la sensazione che proviene dalla superficie di pareti fredde.
I rivestimenti in legno vengono fissati alla parete mediante una listellatura che, nel caso di pareti umide, evita che l'umidità si trasferisca al rivestimento.

### Prestazioni dei rivestimenti interni
Pulizia: i rivestimenti interni in materiale lapideo o ceramico offrono un ottimo grado di pulibilità (capacità di rimozione delle macchie e dello sporco).
Reazione al fuoco: i rivestimenti interni hanno dei comportamenti nei confronti del fuoco estremamente diversi; particolare attenzione va rivolta ai materiali come carta da parati, tappezzerie e stoffe da pareti.
Resistenza alle aggressioni chimiche: prestazione richiesta nel caso di ambienti con destinazioni specifiche (laboratori chimici); i prodotti ceramici garantiscono comunque ottimi valori di resistenza agli agenti aggressivi.
Trasmittanza termica: tutti i rivestimenti interni forniscono un contributo quasi inapprezzabile al miglioramento dell'isolamento termico; ad eccezione di tappezzerie con coibentazione e dei rivestimenti in legno.